# Deir Alla
Deir Alla (Árabe: دير علا), (no moderno Governorado Balqa, Jordânia) é o local de uma antiga cidade do Oriente Próximo que acredita-se ser Pitru/Petor.

## História
A cidade foi um santuário e um centro metalúrgico, rodeado por fornos de fundição construídos contra os muros exteriores da cidade, cujas reconstruções sucessivas, datadas pelas cerâmicas da Antiga Idade do Bronze, do século XVI aC ao século V aC, acumuladas como um tipo de tel em uma baixa colina natural.